# Пшеничников, Вячеслав Константинович
Вячеслав Константинович Пшеничников (род. 1943) — молдавский советский государственный и коммунистический деятель, 2-й секретарь ЦК КП Молдавской ССР. Депутат Верховного Совета Молдавской ССР 10-11 созывов. Народный депутат СССР в 1989—1991 годах. Кандидат философских наук .

## Биография
Родился в семье служащего. С 1960 работал электриком Куйбышевского авторемонтного завода.
В 1965 году окончил Куйбышевский политехнический институт.
В 1965—1973 годах — инженер-конструктор, начальник отдела специального конструкторского бюро Кишиневского завода «Виброприбор».
Член КПСС с 1970 года.
В 1973—1975 годах — заведующий промышленно-транспортным отделом Ленинского районного комитета КП Молдавской ССР города Кишинева.
В 1975—1977 годах — заведующий промышленно-транспортным отделом Кишиневского городского комитета КП Молдавской ССР.
В 1977—1980 годах — 1-й секретарь Октябрьского районного комитета КП Молдавской ССР города Кишинева.
В 1980—1985 годах — 2-й секретарь Кишиневского городского комитета КП Молдавской ССР.
Окончил Академию общественных наук при ЦК КПСС в Москве.
В 1985—1988 годах — 1-й заместитель заведующего, заведующий отделом организационно-партийной работы ЦК КП Молдавской ССР.
5 ноября 1988 — 19 мая 1990 года — 2-й секретарь ЦК КП Молдавской ССР.
26 марта 1989 года избран Народным депутатом СССР от Кагульского территориального округа № 700 Молдавской ССР
В 1990—1991 годах — заведующий сектором отдела ЦК КПСС.
Затем руководитель Аппарата, вице-президент Международного конгресса промышленников и предпринимателей.